# Tim Peters
Tim Peters es un desarrollador de software estadounidense conocido por la creación del algoritmo de ordenación híbrido Timsort y por sus importantes contribuciones al lenguaje de programación Python y su implementación original CPython. Como usuario de CPython antes de la versión 1.0, formó parte del grupo de los primeros usuarios que contribuyeron al diseño detallado del lenguaje en sus primeras etapas.
Más tarde creó el algoritmo Timsort (basado en un trabajo anterior sobre el uso de la "Búsqueda exponencial") que se ha utilizado en Python desde la versión 2.3 [cita requerida], así como en otras plataformas informáticas ampliamente utilizadas, incluido el motor V8 JavaScript que impulsa los navegadores web basados en chromium (que son la gran mayoría) así como Node.js. También ha aportado los módulos doctest y timeit a la biblioteca estándar de Python.
Peters también escribió el Zen de Python, pensado como una declaración de la filosofía de diseño de Python, que se incorporó a la literatura oficial de Python como Propuesta de Mejora 20 de Python y en el intérprete de Python como un Huevo de Pascua. Contribuyó con el capítulo sobre algoritmos al libro de cocina de Python. De 2001 a 2014 fue miembro activo de la junta directiva de la Python Software Foundation. Peters fue un influyente colaborador de las listas de correo de Python. También es un contribuyente de alto rango en Stack Overflow, sobre todo por las respuestas relacionadas con Python.
Entre los anteriores empleadores de Peters se encuentra Kendall Square Research. Tim Peters recibió el premio al servicio distinguido de la Python Software Foundation en 2017.